# 8月29日
8月29日（はちがつにじゅうくにち）は、グレゴリオ暦で年始から241日目（閏年では242日目）にあたり、年末まであと124日ある。

## できごと

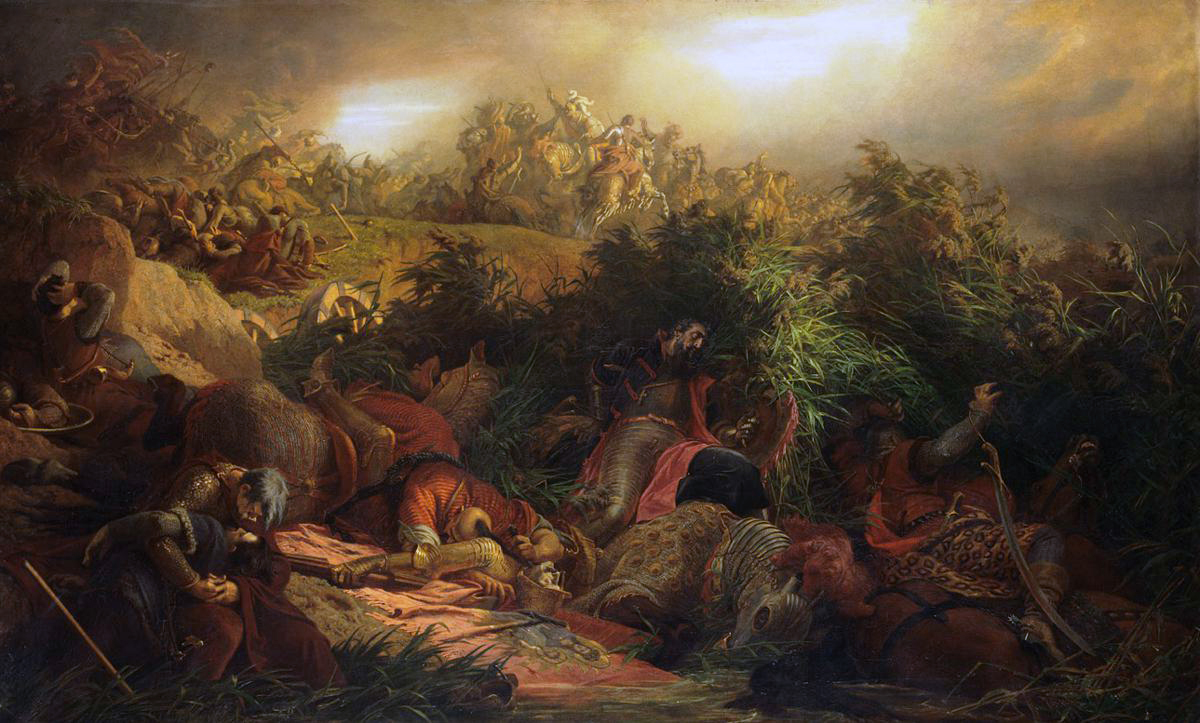
モハーチの戦い(1526)

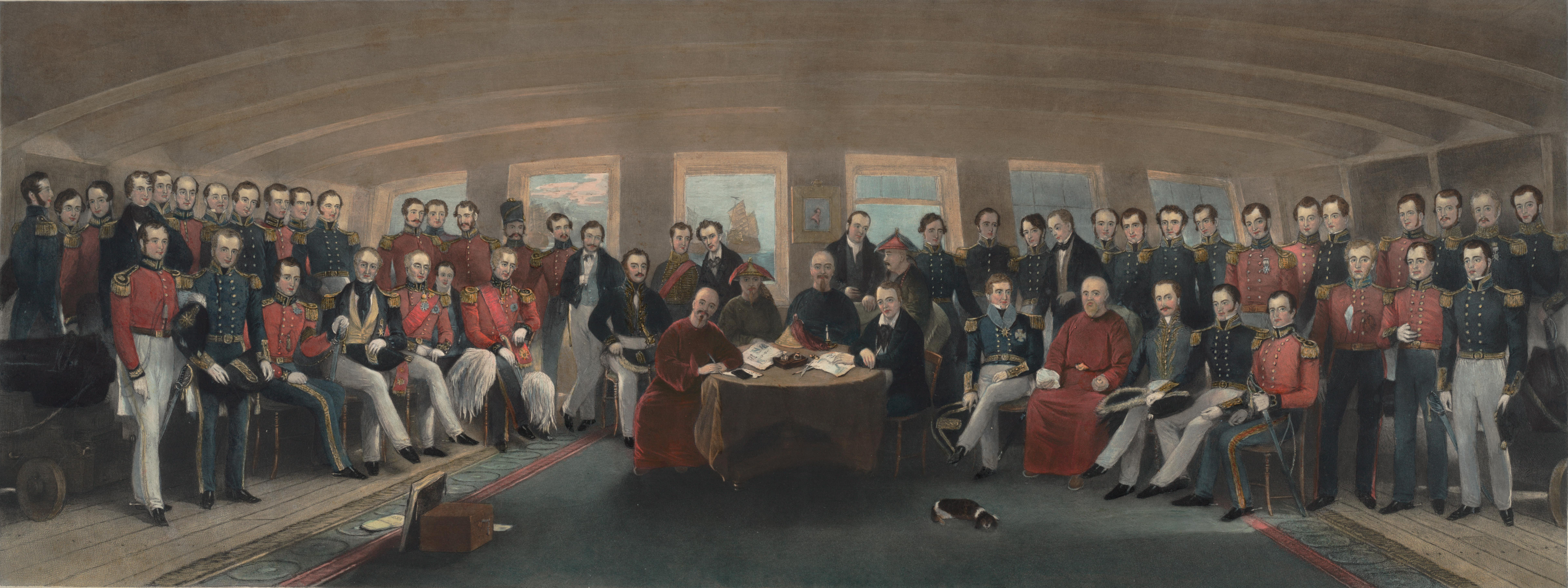
南京条約(1842)締結。

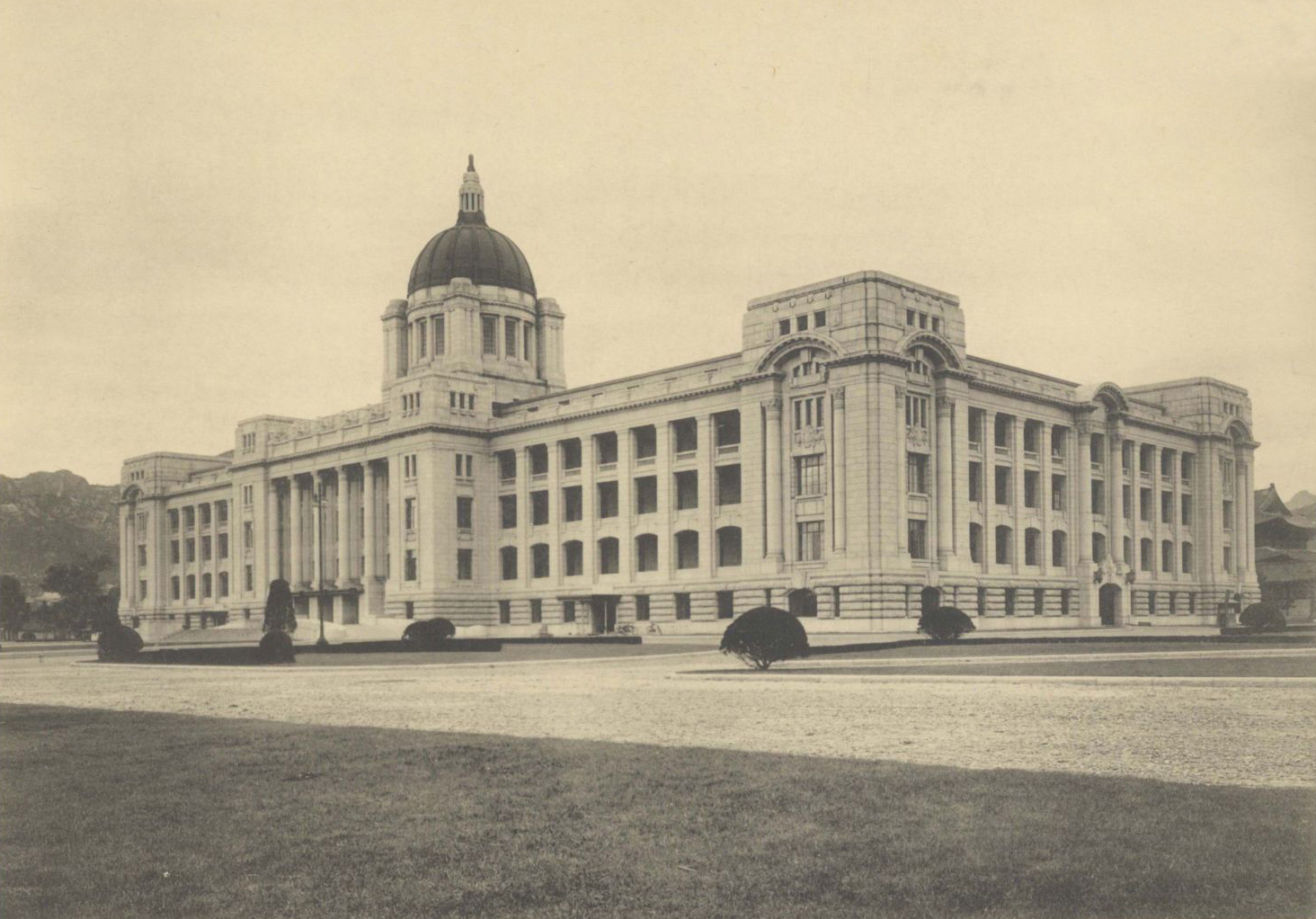
朝鮮総督府設置(1910)

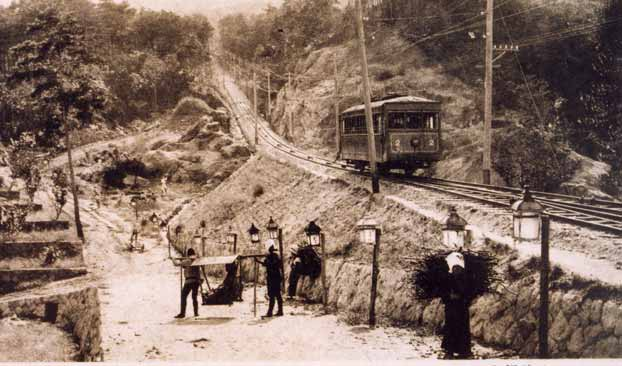
日本初のケーブルカー、生駒鋼索鉄道開業(1918)

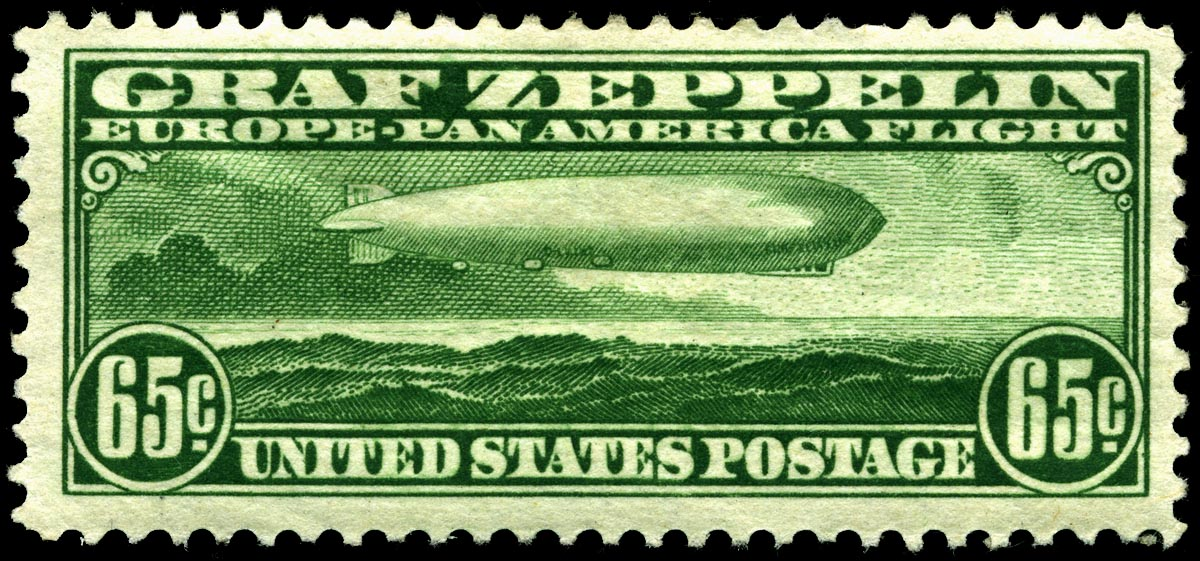
飛行船LZ127、世界一周に成功(1929)

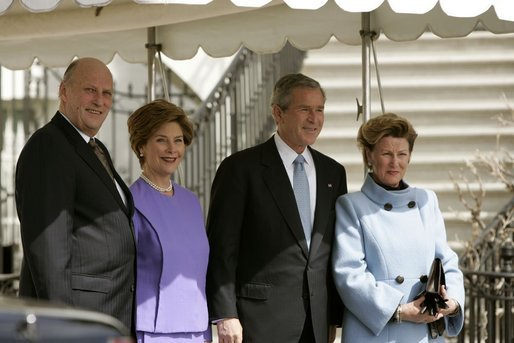
（後のノルウェー王）ハーラル（画像左）とソニア・ハーラルセン（左から2番目）が成婚(1969)

- 708年（和銅元年8月10日） - 日本初の銅銭「和同開珎」を発行。
- 759年（天平宝字3年8月3日） - 鑑真が唐律招提（後の唐招提寺）を建立。
- 1009年 - 975年に着工したマインツ大聖堂（英語版）で火災が起こる。
- 1350年 - 百年戦争: ウィンチェルシーの海戦。
- 1359年（延文4年/正平14年8月6日） - 筑後川の戦い。
- 1475年 - 英仏間でピキニー条約（英語版）が締結。7年間の停戦や自由貿易などを定める。
- 1498年 - ヴァスコ・ダ・ガマが3か月のインド・カリカット滞在の後にポルトガルへ向けて出発。
- 1521年 - ベオグラード包囲戦が終了しオスマン帝国がハンガリーから同市を獲得。
- 1526年 - オスマン＝ハンガリー戦争: モハーチの戦い。
- 1588年（天正16年7月8日） - 豊臣秀吉が刀狩令を発布。
- 1741年（寛保元年7月19日） - 渡島大島・寛保岳噴火に伴っての津波が発生（寛保津波）。対岸を中心に1,467人の死者を出す。
- 1756年 - プロイセン王フリードリヒ2世がザクセンに侵攻し、七年戦争が勃発。
- 1825年 - ポルトガルがブラジルの独立を承認。
- 1831年 - マイケル・ファラデーが電磁誘導を発見[1]。
- 1842年 - 清国とイギリスの間で南京条約が締結され、アヘン戦争が終結。
- 1852年 - 露船メンチコフ号、下田来航。
- 1871年（明治4年7月14日） - 廃藩置県の詔書を発布。
- 1885年 - ゴットリープ・ダイムラーが二輪車の史上初の特許を取得[2]。
- 1898年 - グッドイヤー創設。
- 1907年 - 建設中のケベック橋で1回目の崩壊事故が発生し、75名が犠牲になる。同橋梁は1916年9月11日に2回目の崩落事故を起こす。
- 1910年 - 韓国併合:韓国併合に関する条約が発効し、朝鮮総督府が設置される。以後35年にわたって朝鮮半島は日本の植民地支配下に置かれる。
- 1911年 - ヤヒ族インディアンの最後の一人・イシが先祖伝来の土地を離れ人里に現れる。
- 1911年 - 東京朝日新聞が「野球と其害毒」連載を開始、9月22日まで22回に渡って野球に対するネガティブ・キャンペーンを展開する。
- 1914年 - 第一次世界大戦: サン・カンタンの戦い（英語版）が翌8月30日にかけて行われ、ドイツ軍がフランス軍に勝利する。
- 1914年 - 静岡県に台風被害。約1,000戸が流失、約10,000戸が浸水し、死者45人、負傷者90人の被害[3]。
- 1918年 - 奈良県の生駒山に生駒鋼索鉄道（現在の近鉄生駒鋼索線の一部）が開業。日本初のケーブルカー。
- 1929年 - ドイツの飛行船LZ 127（ツェッペリン伯号）が22日間で世界一周飛行に成功。
- 1944年 - 第二次世界大戦: スロバキアでナチス支配に反対するスロバキア民衆蜂起が始まる。
- 1949年 - カザフスタンのセミパラチンスクでソ連初の原爆実験（RDS-1）が行われる。
- 1950年 - 文化財保護法施行。
- 1952年 - ジョン・ケージ作曲の「4分33秒」がニューヨーク州ウッドストックで初演。
- 1958年 - 中国共産党中央政治局が北戴河で「農村に人民公社を設立することについての決議」を採択[4]。
- 1958年 - アメリカ空軍士官学校が開校。
- 1960年 - 前日、高知県に上陸した昭和35年台風第16号により京阪神地方が集中豪雨。西宮市の芦有ドライブウェイ建設現場では、土砂崩れが発生して作業員24人死亡するなどの被害[5]。
- 1964年 - 帝都高速度交通営団（現在の東京地下鉄）日比谷線（北千住 - 中目黒）が全通。
- 1966年 - ビートルズがサンフランシスコのキャンドルスティック・パークで最後のコンサートを行う。
- 1969年 - ノルウェー王太子・ハーラル（後の国王ハーラル5世）とソニア・ハーラルセンが成婚。
- 1970年 - マクドネル・ダグラス DC-10が初飛行。
- 1974年 - 宝塚大劇場で『ベルサイユのばら』初演[6]。空前の宝塚ブームの火付け役となる[7]。
- 1982年 - 三越事件: 日本橋三越で開かれていた「古代ペルシア秘宝展」の出展物の大半が贋作であると朝日新聞が報道。これが契機になり、三越で独裁をしていた岡田茂の解任に発展する。
- 1996年 - 薬害エイズ事件: 東京地検刑事部が帝京大学副学長の安部英を逮捕[8]。
- 1997年 - 家永教科書裁判終結。
- 1997年 - 大阪市営地下鉄長堀鶴見緑地線 大正駅 - 心斎橋駅間・鶴見緑地駅 - 門真南駅間が開業し、全通。
- 1999年 - 横浜市営地下鉄ブルーライン（1号線） 戸塚駅 - 湘南台駅間が開業。当時の日本の地下鉄としては、営業距離最長。
- 2001年 - H-IIAロケット試験機1号機が打ち上げられる[9]。
- 2003年 - イラク・イスラム革命最高評議会 (SCIRI) 指導者ムハンマド・バーキル・ハキームが爆弾テロにより死亡。
- 2003年 - イラクでナジャフ・モスク爆破事件。死者125名、負傷者500名[10]。
- 2005年 - ハリケーン・カトリーナがルイジアナ州に再上陸。

## 誕生日

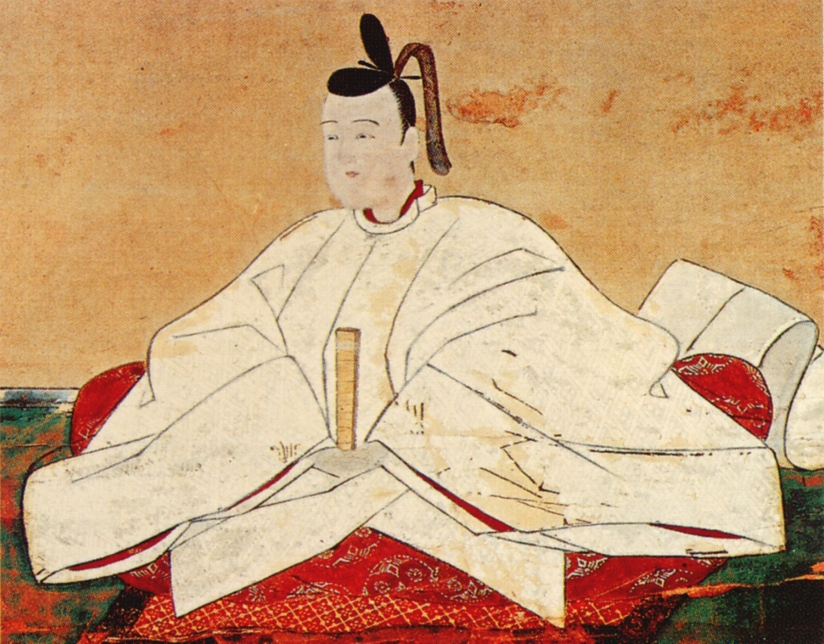
豊臣秀吉の後継者、豊臣秀頼誕生(1593-1615)

| 法の目的は自由を撤廃・制限することではなく、保全し拡大することである。――『統治二論』(1689) |

| 僕らが探していた青い鳥だ！あんな遠くまで探しに行ったのに、こんなところにいた！――『青い鳥』(1909) |

- 1321年 - ジャン・ダルトワ、貴族（+ 1387年）
- 1347年 -  ジョン・ヘイスティングス (ペンブローク伯爵)（英語版）、第2代ペンブローク伯爵（+ 1375年）
- 1593年（文禄2年8月3日） - 豊臣秀頼、武将（+ 1615年）
- 1619年 - ジャン＝バティスト・コルベール、重商主義者（+ 1683年）
- 1632年 - ジョン・ロック、思想家（+ 1704年）
- 1705年（宝永2年7月11日） - 徳川宗堯、常陸国水戸藩の第4代藩主（+ 1730年）
- 1755年 - ヤン・ヘンリク・ドンブロフスキ、ポーランドの軍人（+ 1818年）
- 1780年 - ドミニク・アングル、画家（+ 1867年）
- 1834年（天保5年7月25日） - 水野忠誠、駿河国沼津藩の第7代藩主（+ 1866年）
- 1834年（天保5年7月25日） - 小笠原長守、越前国勝山藩の第7代藩主（+ 1891年）
- 1835年 - ジョージ・ワシントン・マクラリー、第33代アメリカ合衆国陸軍長官（+ 1890年）
- 1862年 - モーリス・メーテルリンク、小説家（+ 1949年）
- 1864年 - ルイ・アイエ、画家（+1940年）
- 1872年 - ウラディミール・アルセーニエフ、探検家（+ 1930年）
- 1876年 - 金九、朝鮮の独立運動家（+ 1949年）
- 1884年 - フランクリン・S・ハリス、農学者、宣教師（+ 1960年）
- 1888年 - 大内兵衛、経済学者（+ 1980年）
- 1900年 - 牛島憲之、洋画家（+ 1997年）
- 1901年 - シャーウィン・バジャー、フィギュアスケート選手（+ 1972年）
- 1905年 - ジャック・ティーガーデン、ジャズトロンボーン奏者（+ 1964年）
- 1905年 - 村社講平、陸上競技選手（+ 1998年）
- 1907年 - ルリーン・タトル、女優（+ 1986年）
- 1912年 - 孫基禎、マラソン選手（+ 2002年）
- 1913年 - ペーター・リバール、ヴァイオリニスト（+ 2002年）
- 1914年 - バーナード・ヴォネガット、気象学者（+ 1997年）
- 1915年 - イングリッド・バーグマン、女優（+ 1982年）
- 1920年 - チャーリー・パーカー、ジャズサクソフォーン奏者（+ 1955年）
- 1922年 - 小沢茂弘、映画監督（+ 2004年）
- 1922年 - リチャード・ブラックウェル、ファッション評論家（+ 2008年）
- 1923年 - リチャード・アッテンボロー、映画監督、俳優（+ 2014年）
- 1923年 - 中原宏、プロ野球選手（+ 1986年）
- 1924年 - コンスエロ・ベラスケス、作曲家、ピアニスト（+ 2005年）
- 1925年 - 武智修、プロ野球選手（+ 1985年）
- 1928年 - 中園康夫、四国学院大学学長（+ 2003年）
- 1929年 - 佐藤泰正、教育学者 （+ 2021年）
- 1931年 - 市川雷蔵、映画俳優（+ 1969年）
- 1932年 - 篠竹幹夫、元アメリカンフットボール選手、日本大学アメリカンフットボール部元監督（+ 2006年）
- 1933年 - 松沢俊夫、競馬評論家
- 1935年 - ウィリアム・フリードキン、映画監督（+ 2023年）
- 1936年 - 金澤利翼、ボディビルダー、トレーナー
- 1936年 - 井上皓、実業家、東京エレクトロン社長（+ 1999年）
- 1939年 - 須崎正明、元プロ野球選手
- 1940年 - ウィレム・ルスカ、柔道家（+ 2015年）
- 1940年 - 山口敏夫、政治家
- 1942年 - 谷岡ヤスジ、漫画家（+ 1999年）
- 1946年 - ジョン・シピン、元プロ野球選手
- 1946年 - ベニー・モウピン、ジャズテナー・サックス、バスクラリネット・フルート奏者
- 1946年 - 中村正義、元プロ野球選手
- 1946年 - ビル・マクナルティ、元プロ野球選手
- 1947年 - テンプル・グランディン、動物学者
- 1947年 - ジェームス・ハント、元F1ドライバー（+ 1993年）
- 1948年 - ロバート・ランガー、工学者
- 1949年 - スタン・ハンセン、プロレスラー
- 1949年 - 小出裕章、工学者
- 1949年 - ジョン・アグニュー、地理学者
- 1950年 - 八代亜紀、歌手（+ 2023年）
- 1950年 - ダグ・デシンセイ、元プロ野球選手
- 1950年 - 高橋明、元プロ野球選手
- 1952年 - マーキー、ディスクジョッキー
- 1953年 - 伊東孝紳、実業家、第7代本田技術研究所取締役社長
- 1954年 - 鳥原公二、元プロ野球選手
- 1955年 - 金子慎、実業家、東海旅客鉄道会長
- 1956年 - 谷山浩子、歌手、シンガーソングライター
- 1957年 - 真梨邑ケイ、ジャズ歌手、女優
- 1958年 - マイケル・ジャクソン、歌手（+ 2009年[11]）
- 1958年 - 垂水藤太、ファッションモデル、俳優
- 1958年 - 川田恵子、ラジオパーソナリティ（+ 2013年）
- 1958年 - 伍代参平、元俳優
- 1959年 - 五十嵐信一、元プロ野球選手
- 1959年 - 甲斐貴之、ベーシスト（EARTHSHAKER）
- 1959年 - 渋井敬一、元プロ野球選手
- 1960年 - 渡辺多恵子、漫画家
- 1962年 - 伊東勤、元プロ野球選手、監督
- 1962年 - 原武史、政治学者、放送大学教授
- 1963年 - 宮坂ひろし、俳優
- 1963年 - 片山杜秀、政治学者、音楽評論家
- 1964年 - YOU、タレント
- 1965年 - 白崎義彦、アナウンサー
- 1966年 - 笹川博義、政治家
- 1967年 - 岡崎武士、漫画家、イラストレーター
- 1967年 - イルジ・ルージェク、写真家
- 1968年 - 小川輝晃、俳優、声優
- 1969年 - 椎名あゆみ、漫画家
- 1970年 - 濱田典子、フリーアナウンサー
- 1971年 - ヘンリー・ブランコ、元プロ野球選手
- 1972年 - ペ・ヨンジュン、俳優
- 1972年 - 林健太郎、元サッカー選手
- 1972年 - 親富祖弘也、元プロ野球選手
- 1972年 - 鈴木つかさ、お笑いタレント
- 1973年 - 広池浩司、元プロ野球選手
- 1974年 - 川北桃子、元アナウンサー
- 1974年 - 辛酸なめ子、漫画家
- 1975年 - 高橋かおり、女優
- 1976年 - ヨン・ダール・トマソン、元サッカー選手
- 1976年 - 山下敦弘、映画監督
- 1976年 - 川上未映子、小説家、元歌手
- 1976年 - 大柴隼人、元俳優
- 1977年 - ロイ・オズワルト、元プロ野球選手
- 1978年 - 本田大輔、俳優
- 1978年 - 久保田誓、アニメーター、キャラクターデザイナー
- 1978年 - 岩瀬敬吾、歌手
- 1978年 - 黒田大地、歌手、モデル、俳優
- 1979年 - エド・ロジャース、元プロ野球選手
- 1980年 - ニコラス・ツェー、俳優
- 1980年 - 西尾克洋、相撲ライター
- 1981年 - 武藤乃子、アナウンサー
- 1981年 ‐ 辻野泰之、調教師
- 1982年 - 斉藤崇史、調教師
- 1983年 - 宮尾綾香、プロボクサー
- 1983年 - 石田裕子、タレント
- 1983年 - 小松塁、元サッカー選手
- 1983年 - ハビエル・カスティーヨ、プロ野球選手
- 1984年 - ヒロユキMc-Ⅱ、お笑いタレント（元GAG）
- 1985年 - 濱口華菜里、元バレーボール選手
- 1985年 - マーク・ゼプチンスキー、プロ野球選手
- 1986年 - 諫山創、漫画家
- 1986年 - 青山英樹、ドラマー
- 1987年 - 島本里沙、元グラビアアイドル
- 1987年 - 重友梨佐、陸上競技選手
- 1988年 - 小柳友、俳優
- 1989年 - 蘇炳添、陸上選手
- 1989年 - 平田真吾、プロ野球選手
- 1989年 - 芦田崇宏、総合格闘家
- 1990年 - ジュリア・ウラソフ、フィギュアスケート選手
- 1992年 - 篠原冴美、グラビアアイドル、タレント
- 1992年 - 竹上萌奈、アナウンサー
- 1993年 - リアム・ペイン、歌手（ワン・ダイレクション)（+ 2024年）
- 1993年 - Mika Pikazo、イラストレーター
- 1994年 - 片寄涼太、ボーカル、パフォーマー（GENERATIONS from EXILE TRIBE）
- 1994年 - ハユン、アイドル、ミュージシャン（Brave Girls）
- 1994年 - 栗本唯梨、ダンサー、振付師、女優
- 1995年 - 曽我部英理、声優（アース・スター ドリーム）
- 1995年 - 千葉翔也、声優
- 1995年 - 北村拓己、プロ野球選手
- 1995年 - 奥浪鏡、元プロ野球選手
- 1996年 - 鎌田菜月、アイドル（SKE48）
- 1996年 - ダリル・ネイタ[12]、陸上競技選手
- 1996年 - 山本千尋、女優
- 1996年 - 古川駿、プロアイスホッケー選手
- 1997年 - 今西駿介、陸上選手
- 1998年 - 河本結、プロゴルファー
- 1999年 - 中嶋南美、元プロ野球選手
- 2000年 - 浜辺美波、女優
- 2000年 - 金村尚真、プロ野球選手
- 2000年 - 髙塚夏生、アイドル（元SKE48）
- 2001年 - 藤吉夏鈴、アイドル（櫻坂46）
- 2001年 - 林田魁斗、サッカー選手
- 2002年 - 山﨑りさ、陸上競技選手
- 2002年 - ジェファーソン＝リー・ジョゼフ、ラグビーユニオン選手
- 2002年 -  仁平美来、カーリング選手
- 2003年 - 宮野陽名、モデル
- 2007年 - 岩城恋音美、サッカー選手
- 生年不明 - 深町寿成、声優
- 生年非公開 - いとうさとる、声優

## 忌日

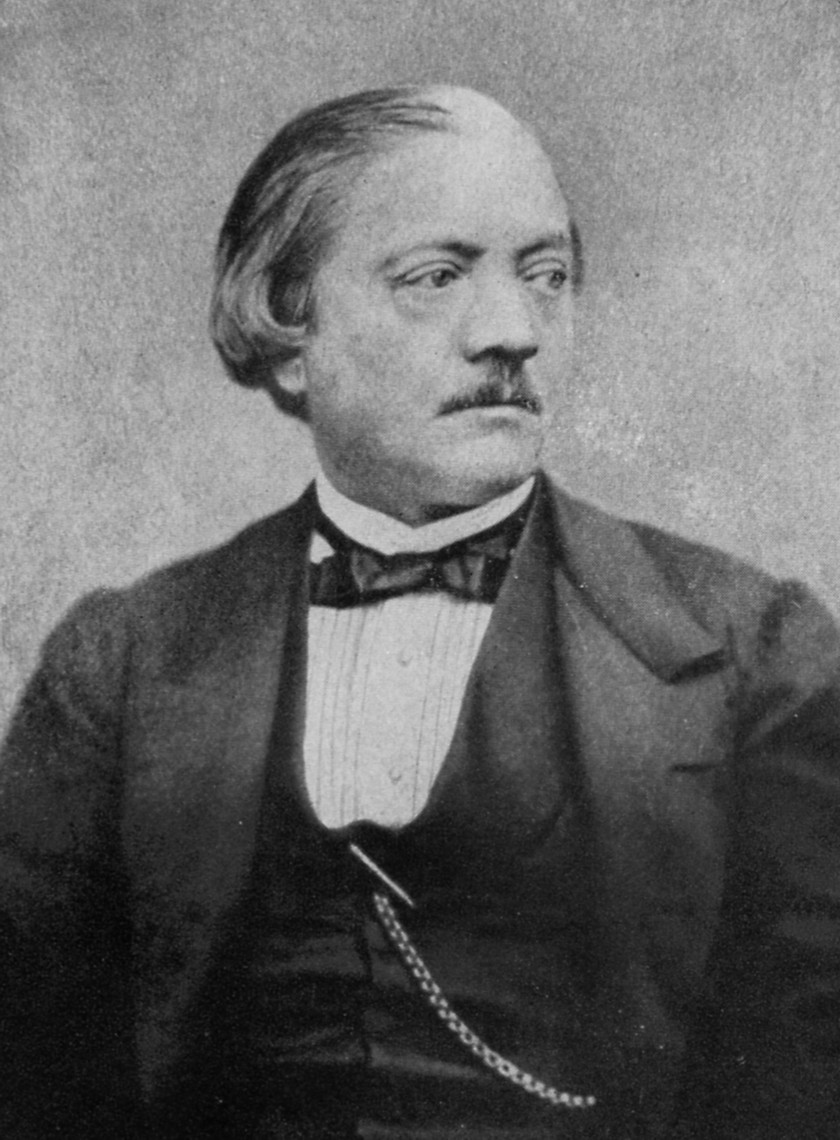
バレエダンサー・振付家、ジュール・ペロー(1810-1892)

- 701年（大宝元年7月21日）- 多治比嶋、飛鳥時代の公卿、左大臣（* 624年）
- 737年（天平9年7月25日）- 藤原武智麻呂、奈良時代の公卿（* 680年）
- 886年 - バシレイオス1世、東ローマ帝国皇帝（* 827年頃）
- 1021年（治安元年7月19日）- 源頼光、武将（* 948年）
- 1093年 - ユーグ1世、ブルゴーニュ公（* 1057年）
- 1359年（正平14年/延文4年8月6日） - 少弐直資、鎌倉時代、南北朝時代の武将（* 生年未詳）
- 1523年 - ウルリヒ・フォン・フッテン、思想家、人文主義者（* 1488年）
- 1526年 - ラヨシュ2世、ハンガリー・ボヘミア王（* 1506年）
- 1570年（元亀元年7月28日）- 三条の方、武田信玄の正室（* 1521年?）
- 1585年（天正13年8月5日）- 伊東義祐、武将（* 1512年）
- 1592年（文禄元年7月22日）- 大政所、豊臣秀吉の母（* 1513年）
- 1623年（元和9年8月4日） - 黒田長政、福岡藩初代藩主（* 1568年）
- 1799年 - ピウス6世、第250代ローマ教皇（* 1717年）
- 1842年（天保13年7月24日）- 矢部定謙、江戸南町奉行（* 1789年）
- 1865年 - ロベルト・レーマク、生理学者（* 1815年）
- 1866年（慶応2年7月20日）- 徳川家茂、江戸幕府第14代将軍（* 1846年）
- 1868年 - クリスチアン・シェーンバイン、化学者（* 1799年）
- 1872年（明治5年7月26日）- 浅野長訓、第11代広島藩主（* 1812年）
- 1873年 - ヘルマン・ハンケル、数学者（* 1839年）
- 1891年 - ピエール・ラルマン、自転車開発者（* 1843年もしくは1844年）
- 1892年 - ジュール・ペロー、バレエダンサー、振付家（* 1810年）
- 1904年 - ムラト5世、第33代オスマン帝国皇帝（* 1840年）
- 1913年 - フリードリッヒ・ポッケルス、物理学者（* 1865年）
- 1922年 - ジョルジュ・ソレル、哲学者（* 1847年）
- 1935年 - アストリッド・ド・スエード、ベルギー国王レオポルド3世の妃（* 1905年）
- 1938年 - カリンティ・フリジェシュ、作家、翻訳家、ジャーナリスト（* 1887年）
- 1949年 - 小日山直登、運輸大臣（* 1886年）
- 1952年 - 大河内正敏、物理学者（* 1876年）
- 1960年 - ヴィッキイ・バウム、作家（* 1888年）
- 1965年 - ポール・ウェイナー、プロ野球選手（* 1903年）
- 1972年 - ララ・アンデルセン、歌手、女優（* 1905年）
- 1972年 - ルネ・レイボヴィッツ、指揮者、作曲家（* 1913年）
- 1972年 - ケネス・トッド・ヤング、外交官（* 1916年）
- 1975年 - エイモン・デ・ヴァレラ、初代アイルランド首相、第3代大統領（* 1882年）
- 1976年 - ジミー・リード、歌手（* 1925年）
- 1979年 - 竹鶴政孝、ニッカウヰスキー創業者、実業家（* 1894年）
- 1980年 - フランコ・バザリア、精神科医（* 1924年）
- 1982年 - イングリッド・バーグマン、女優（* 1915年）
- 1984年 - ムハンマド・ナギーブ、エジプト大統領（* 1901年）
- 1984年 - 水谷則一、元プロ野球選手（* 1910年）
- 1987年 - リー・マーヴィン、俳優（* 1924年）
- 1990年 - ルイージ・ベッカリ、陸上競技選手（* 1907年）
- 1997年 - 大久保房松、騎手（* 1897年）
- 1997年 - 藤田敏八、映画監督（* 1932年）
- 2003年 - ムハンマド・バーキル・ハキーム、イラクのシーア派指導者（* 1939年）
- 2004年 - 種村季弘、ドイツ文学者、評論家（* 1933年）
- 2004年 - ハンス・フォンク、指揮者（* 1942年）
- 2006年 - 西尾武喜、名古屋市長（* 1925年）
- 2007年 - 三谷栄一、国文学者（* 1911年）
- 2007年 - ピエール・メスメル、フランス首相（* 1916年）
- 2008年 - 五ツ海義男、元大相撲力士（* 1922年）
- 2011年 - 滝口順平、声優、ナレーター（* 1931年）
- 2011年 - 大悟法久志、高校野球指導者（* 1947年）
- 2012年 - 春日野八千代[13]、宝塚歌劇団男役俳優、ミュージカル俳優（* 1915年）
- 2014年 - 清水正男、教育学者（* 1914年）
- 2014年 - 大島秀信、日本画家（* 1928年）
- 2014年 - 龍虎勢朋、元大相撲力士、タレント、俳優、コメンテーター（* 1941年）
- 2017年 - 梶原拓、政治家、元岐阜県知事（* 1933年）
- 2017年 - 古田信幸、声優（* 1958年）
- 2018年 - ジェームズ・マーリーズ、経済学者（* 1936年）
- 2018年 - 上原まり、筑前琵琶奏者、元女優（* 1947年）
- 2019年 - 依田英助、俳優、声優 （* 1927年）
- 2019年 - 生井健夫、俳優、声優 （* 1930年）
- 2019年 - ユハニ・カルキネン、スキージャンプ選手（* 1935年）
- 2020年 - 安宅敬祐[14]、政治家、元岡山県岡山市長（* 1942年）
- 2021年 - 佐伯かよの[15]、漫画家（* 1952年）
- 2022年 - リゴベルト・リアスコ、プロボクサー（* 1953年）
- 2022年 - チャールビ・ディーン、女優、モデル（* 1990年）
- 2023年 - aki、歌手（元Laputa）（* 1970年）

## 記念日・年中行事

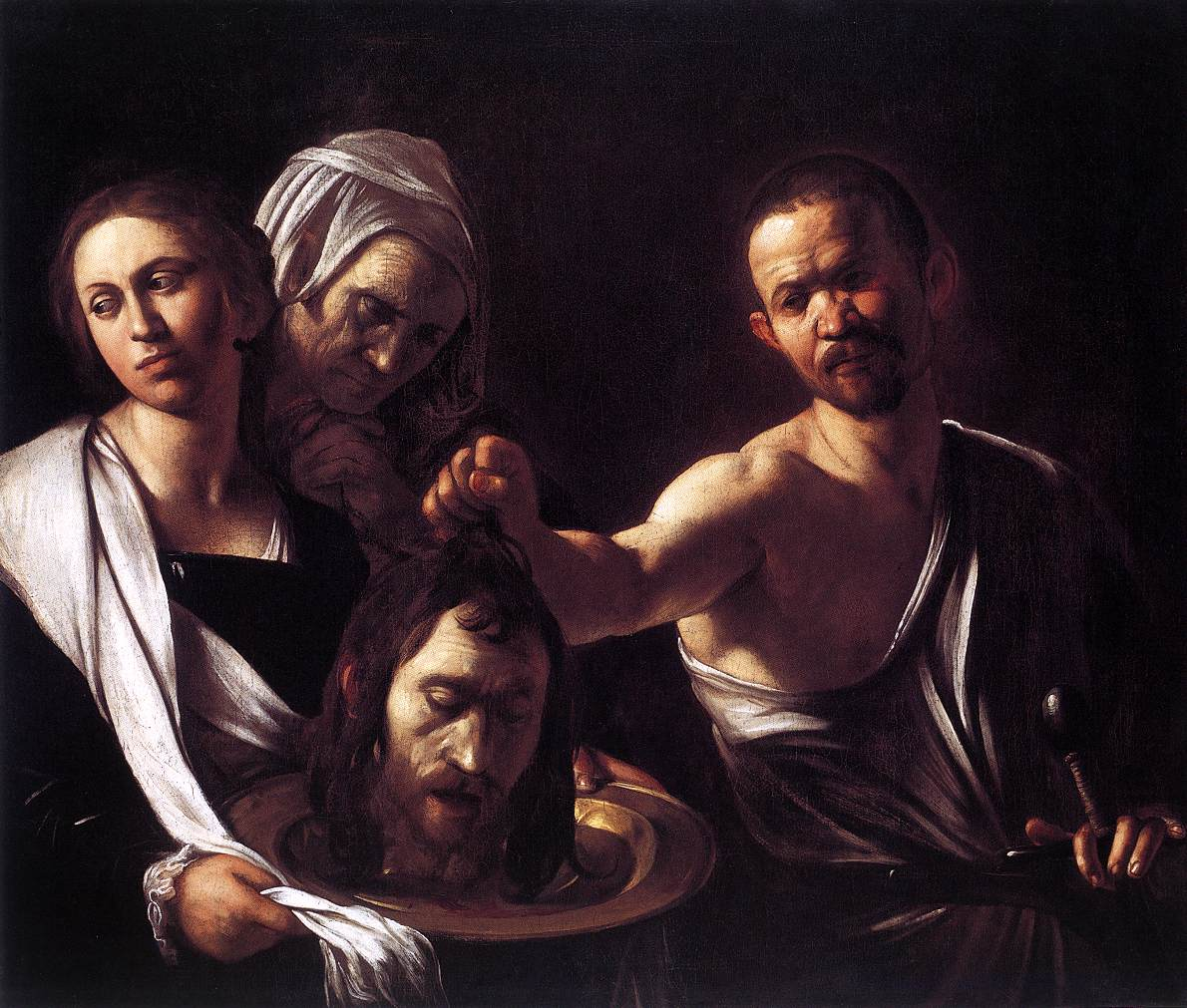
カラヴァッジオ画『ヨハネの首を持つサロメ』

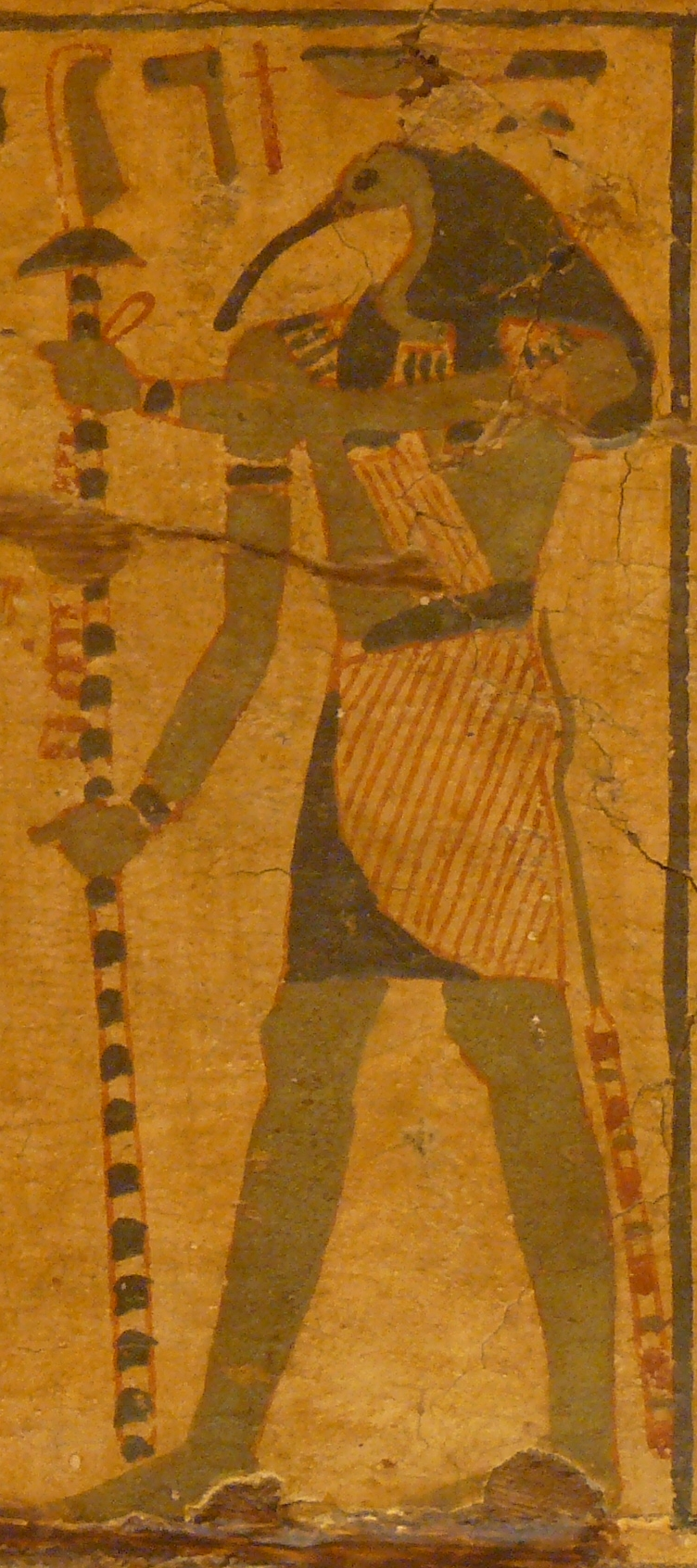
古代エジプトの知恵の神トート

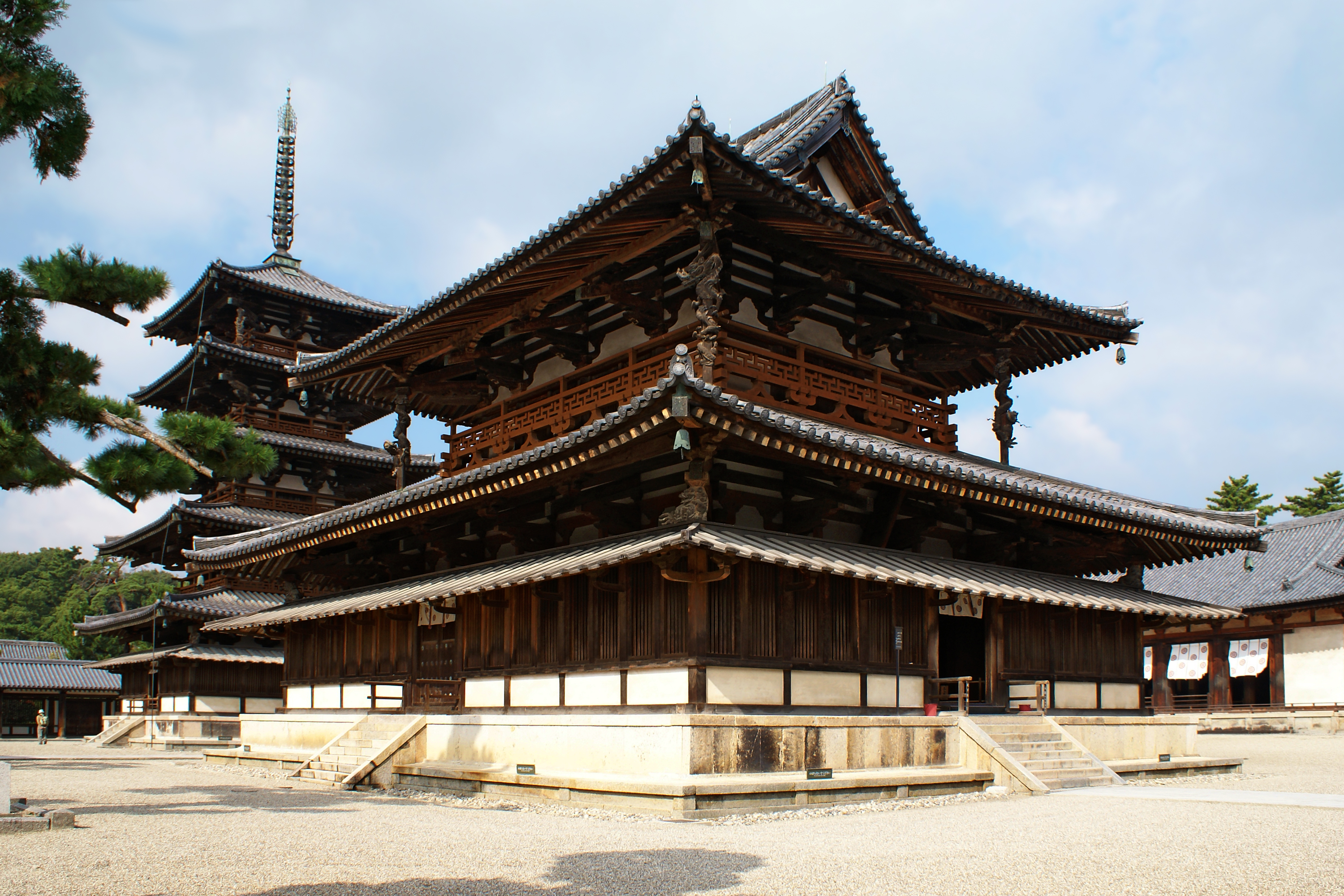
法隆寺金堂

- トート1日（古代エジプト）
エジプト暦の最初の日。ユリウス暦に換算すると8月29日となる。知恵の神トートは時間の管理者とされていた。
- スロバキア国民蜂起記念日（ スロバキア）
1944年のこの日に始まった、ナチス・ドイツに対するスロバキア民衆蜂起を記念する祝日。
- 洗礼者ヨハネの斬首の祭日（キリスト教）
ヨハネが斬首された日とされている。
- ケーブルカーの日（ 日本）
1918年のこの日、大阪電気軌道（現在の近畿日本鉄道）の子会社生駒鋼索鉄道が、奈良県生駒山に日本初のケーブルカーを開業させたことに由来する。今の生駒鋼索線。
- 文化財保護法施行記念日（ 日本）
1950年8月29日に国宝や重要文化財の保護や文化の向上を目的とした法律「文化財保護法」が施行されたことに由来し、1951年に制定。この法律は1949年1月26日の法隆寺金堂の火災をきっかけに制定されたもの。
- 秋田県の記念日（ 日本 秋田県）
明治4年7月14日（新暦で1871年8月29日）の廃藩置県の際に、初めて秋田県という名称が使われたことに由来。秋田県が1965年に制定。
- ベルばらの日
1974年（昭和49年）のこの日、宝塚歌劇で『ベルサイユのばら』（通称：ベルばら）が初演された。